# Фамилна ферма
Семейна ферма е ферма, която е собственост и / или се поддържа от едно семейство и е имот предаван по наследство. Тя е различна от ферми използвани от колективи, тръстове, които не са семейни предприятия или в други институционализирани форми.
Идеята на думата или определението не може лесно да се преведе на различните езици и култури, тъй като съществуват значителни различия в земеделските традиции и истории между отделните страни. Така в САЩ семейна ферма може да бъде от всякакъв размер, докато в Бразилия официалното определение за семейна ферма (agricultura familiar) е ограничено до малки ферми работеща главно с членовете на едно-единствено семейство.
Най-малко 500 милиона от общо 570 милиона ферми по света са управлявани от семейства, като семейните стопанства преобладават в земеделие по света.

## Определение
При „неофициална дискусия за концепции и определения в земеделието“ в работен документ, публикуван от Организацията по прехрана и земеделие през 2014 г. преразглежда понятието „фамилна ферма“ на английски, испански и френски език. Това са едно или повече от трудови стопанства със собствено управление, размер, предоставяйки семейно препитание, жилище, семейни връзки и потомствени аспекти, обществени и социални мрежи, на самоиздръжка, притежава наследственост и собственост върху земята и семейните инвестиции. Несъответствието на определенията отразява националните и географски различия в културите, земеползването на селските райони, както и в различните цели и икономиката на селските райони.
През 2012 г. Статистическата агенция по агрокултура на САЩ определя, че семейна ферма е „всяка ферма, където по-голямата част от бизнеса е собственост на собственика и лица, свързани със собственика, включително роднини, които не живеят в домакинство на собственика“; една ферма е „всяко място, от което са произведени и продадени земеделски продукти на стойност от $ 1000 и нагоре или които са били продадени през дадена година.“
Организацията на обединените нации по прехрана и земеделие определя „семейната ферма“ като ферма, която разчита предимно на членовете на семейството за труда и управлението ѝ.
В някои страни „семейната ферма“ е ферма, която остава в рамките на собствеността на едно семейство в продължение на няколко поколения.
Бивайки определение със специално предназначение, намерените определения в законите и наредбите могат да се различават съществено от обикновено разбиране на значението „семейни ферми“. Така например, в Съединените щати, съгласно федералните разпоредби собственост на фермерски земи при определението за „семейна ферма“ не се уточнява естеството на собствеността на фермата, а управлението ѝ е или в ръцете на кредитополучателя, или в членовете, работещи във фермата, когато направен заем към корпорация, кооперативна или друга организация. Пълният текст на определението може да се намери в Кодекса на федералните разпоредби 7 CFR 1943.4 САЩ.

## История
В Римската република, latifundia, големи поземлени имоти, специализирани в областта на земеделието, предназначени за износ, произвеждали зърно, зехтин, или вино, което съответствало до голяма степен на съвременното индустриализирано селско стопанство, но зависели от робския труд, вместо от механизацията, разработена след Втората пуническа война и все по-често заменяли предишната система на семейни малки или междинни стопанства в периода на Римската империя. В основата на латфундията в Испания била Ager publicus попаднала под милостта на държавата чрез политиката на война, упражнявана от Древен Рим преди и през 1 век.
При падането на Западната Римска империя земеделската система latifundia се запазила сред малкото политически-културни центрове във фрагментирана Европа.